# Sarfaq
Sarfaq je zaniklá osada v kraji Avannaata v Grónsku. Nachází se na ostrově Qallunaat v Upernavickém souostroví, na pobřeží Tasiusackého zálivu. Osada existovala pouze 21 let, byla založena v roce 1898 a v roce 1919 zanikla.